# Château de Ferrières (Allas-les-Mines)
Le château d’Allas, connu également sous le nom de château de Ferrières est un manoir situé sur la commune d'Allas-les-Mines.

## Description
Cet ancien hôtel ou repaire noble présente des éléments s'échelonnant du XIIIe au XVIIIe siècle. Le château a successivement appartenu aux familles de la Mothe, de Plamon, de Ferrières et de Toucheboeuf de Beaumont des Junies (de 1452 jusqu'à la Révolution pour cette dernière famille). 

## Historique
Il avait haute justice au XVIIIe siècle sur une partie du bourg. 
Ce château a reçu fin 2012 le label de la Fondation du patrimoine (décision d'octroi du label de la Fondation du patrimoine notifiée par courrier en date du 12 décembre 2012) et a remporté le prix départemental VMF en 2018[réf. nécessaire].
Ce manoir comporte une aile du XIIIe siècle constituée d'un hospitium (maison noble) d'un chevalier de paroisse dans la mouvance des seigneurs de Catelnaud, modifiée à la fin du XVe siècle avec des fenêtres à meneaux et une échauguette (les fortifications ayant visiblement été arasées à la Révolution), ainsi qu'une aile du XVIIIe siècle adossée à une grande terrasse sur voûtes et arches dominant la vallée de la Dordogne.
Le château de Ferrières a vue sur les châteaux de Beynac et des Milandes, ce qui devait permettre une surveillance efficace de la vallée. Il est à noter que le caractère défensif de Ferrières a été rapidement abandonné pour devenir une simple demeure seigneuriale.
Armes de la famille de Ferrières (propriétaire initial) :

Armes de la famille de Toucheboeuf de Beaumont, ayant possédé le château de Ferrières de 1452 jusqu'à la Révolution :

Les propriétaires actuels sont des descendants des familles de Ferrières et de Toucheboeuf (branche de Monsec)